# Beker van Egypte
De Beker van Egypte is het nationale voetbalbekertoernooi van Egypte en is opgericht in 1921. Het is een van de oudste bekercompetities in Afrika, mede doordat Egypte een van de eerste onafhankelijke staten was in Afrika. Er wordt volgens het knock-outsysteem gespeeld zoals de meeste bekers.

## Winnaars

### Prestaties per club
| Aantal | Club                       | Plaats     |
| ------ | -------------------------- | ---------- |
| 36*    | Al-Ahly                    | Caïro      |
| 27*    | Al-Zamalek                 | Gizeh      |
| 06     | Al-Ittihad Alexandria Club | Alexandrië |
| 06     | Tersana SC                 | Gizeh      |
| 03     | Al Moqaouloun al-Arab      | Caïro      |
| 02     | Al-Olympi                  | Alexandrië |
| 02     | Ismaily SC                 | Ismaïlia   |
| 02     | Haras El Hodood            | Alexandrië |
| 02     | ENPPI Club                 | Caïro      |
| 01     | Al-Teram                   | Teram      |
| 01     | Al-Quanah                  | Suez       |
| 01     | Al-Masry                   | Port Said  |
| 87     |                            |            |

* in 1943 en 1958 deelden Al-Ahly en Al-Zamalek de beker.
Algerije ·
Angola ·
Benin ·
Botswana ·
Burkina Faso ·
Burundi ·
Centraal-Afrikaanse Republiek ·
Comoren ·
Congo-Brazzaville ·
Congo-Kinshasa ·
Djibouti ·
Egypte ·
Equatoriaal-Guinea ·
Ethiopië ·
Gabon ·
Gambia ·
Ghana ·
Guinee ·
Guinee-Bissau ·
Ivoorkust ·
Kameroen ·
Kenia ·
Lesotho ·
Liberia ·
Libië ·
Madagaskar ·
Mali ·
Marokko ·
Mauritanië ·
Mauritius ·
Mozambique ·
Namibië ·
Niger ·
Nigeria ·
Oeganda ·
Réunion ·
Rwanda ·
Sao Tomé en Principe ·
Senegal ·
Seychellen ·
Sierra Leone ·
Soedan ·
Somalië ·
Swaziland ·
Tanzania ·
Togo ·
Tsjaad ·
Tunesië ·
Zambia ·
Zimbabwe ·
Zuid-Afrika